# Batalla de Guaxenduba
La batalla de Guaxenduba (1614) fue un enfrentamiento militar librado entre las fuerzas portuguesas y francesas cerca de donde se encuentra la actual ciudad de Icatu, en el estado de Maranhão. La batalla fue decisiva para la expulsión de los franceses de la región y el asegurar el dominio lusitano sobre la Amazonia.

## Antecedentes
En 1555 los franceses intentaron establecer una colonia en Río de Janeiro, la Francia Antártica (en portugués: França Antártica), que fue abandonada cinco años después. El 8 de septiembre de  1612, con el apoyo de los nativos, los franceses vuelven a fundar una colonia en Brasil, llamada San Luis, y empiezan a construir un fuerte (São Luís do Maranhão). Su intención era fundar la provincia de la Francia Equinoccial en aquella rica región poblada por más de 40.000 indígenas.
Consiente de la presencia portuguesa al norte de la capitanía de Maranhão Alexandre de Moura envía tropas desde Pernambuco. Para el 24 de agosto de 1614 la expedición lusitana llegó al río Munim donde se construyó el Fuerte de Santa María (Forte de Santa Maria).

## La batalla

Expedición portuguesa contra los colonos franceses

### Inicio
En la mañana del 19 de noviembre de 1614, los soldados portugueses se dieron cuenta de que junto a la fortaleza de Santa María, el mar estaba lleno de barcos de vela y de remo, acercándose a la costa en silencio. Para atacar a los franceses cuando desembarcaran, Jerónimo de Albuquerque partió a la playa con 80 hombres pero al ver su inferioridad numérica optó por retirarse. Pronto hubo un gran número de franceses en la playa, momento en que empezaron los combates e intercambio de fuego de arcabuces y mosquetes muriendo un portugués y dos franceses.

### Trincheras
Justo delante de la fortaleza de Santa María había una pequeña colina donde el señor de la Fos Benart ubicó a unos 400 tupinambás que empezaron la construcción de siete líneas de trincheras para proteger las posiciones francesas entre el mar y la cima de la colina. Pero, siguiendo un camino secreto, Alburquerque subió a la cima con 75 soldados y 80 arcabuceros, para lanzar un ataque sorpresa sobre sus enemigos. Ante el riesgo de ser masacrados, los franceses trataron de negociar pero los lusitanos desconfiaron ya que consideraron que era un truco para ganar tiempo.
En ese momento los portugueses empezaron a masacrar a los indios y franceses en las trincheras, Daniel de La Touche, señor de la Ravardière, veía desde el mar como sus tropas sufrían tantas bajas, ordenó a sus naves más veloces ir a la playa a evacuar a sus tropas pero ante el fuego de la artillería portuguesa tuvo que retirarlas.

### Derrota francesa
Con todos sus barcos que estaban en la playa ardiendo, los franceses, incluidos los señores de Ravardière y de Fos Benart, tuvieron que volver a las trincheras de la colina. El intercambio de fuego se reinicio y Turcou, intérprete de los franceses con sus aliados indios, fue asesinado y también el señor de Fos Benart, jefe de los tupinambás. Con esto los indios restantes, unos 600, empezaron a huir por la colina con los franceses que ya no tenían más pólvora para continuar los combates.

## Tregua y expulsión de los franceses
Tras la batalla las tropas francesas sobrevivientes retrocedieron hasta el Fuerte de San Luis, para ganar tiempo. Ravardière propuso una tregua a los portugueses, por la que un oficial francés y otro lusitano eran enviados a Francia y otro par a Portugal para lograr un acuerdo de paz.
Con la tregua la situación se mantuvo en calma. El 17 de octubre de 1615 llega a Guaxenduba el capitán general de Pernambuco, Alexandre de Moura, con 600 a 900 refuerzos y nuevos suministros en 9 navíos. Al tener el mayor rango, asumió el mando de las tropas en el fuerte. Bajo su mando los portugueses empezaron a violar el acuerdo e instó a Daniel de la Touche a abandonar Brasil en cinco meses. A los tres meses llegaron desde Europa Diogo de Campos y Martim Soares con más tropas lusitanas y la orden de expulsar a los franceses definitivamente. El 1 de noviembre Moura ordenó rodear el Fuerte de San Luis y desembarcar en la punta de San Francisco, donde fundó el Fuerte de San Francisco de Maranhão (Forte de São Francisco do Maranhão). Viéndose incapaz de resistir, Ravardière se rindió el 4 de noviembre, siendo encarcelado en la Torre de Belém durante tres años.

## Leyenda del milagro de Guaxenduba
En el libro Historia de la Compañía de Jesús en la Extinta Provincia de Maranhão y Pará (História da Companhia de Jesus na Extinta Província do Maranhão e Pará), de 1759, el padre José de Moraes relata la aparición de Nuestra Señora de la Victoria (Nossa Senhora da Vitória) entre los soldados portugueses animándolos, convirtiendo la arena en pólvora y las piedras en proyectiles. Nuestra Señora de la Victoria es considerada la patrona de San Luis y la catedral de la ciudad tiene la inscripción en latín: 1629 • SANCTÆ MARIÆ DE VICTORIA DICATUM • 1922.